# Hubera cerasoides
Hubera cerasoides är en kirimojaväxtart som först beskrevs av William Roxburgh, och fick sitt nu gällande namn av Chaowasku. Hubera cerasoides ingår i släktet Hubera och familjen kirimojaväxter. Inga underarter finns listade i Catalogue of Life.